# Psi2 Aurigae
Título a ser usado para criar uma ligação interna é Psi2 Aurigae.
Psi2 Aurigae (Dolones, 50 Aurigae) é uma estrela na direção da constelação de Auriga. Possui uma ascensão reta de 06h 39m 19.83s e uma declinação de +42° 29′ 20.4″. Sua magnitude aparente é igual a 4.80. Considerando sua distância de 432 anos-luz em relação à Terra, sua magnitude absoluta é igual a −0.81. Pertence à classe espectral K3III.